# الحرب الأهلية الإنجليزية الأولى
الحرب الأهلية الإنجليزية الأولى (بالإنجليزية: First English Civil War) هي حرب أهلية بدأت سلسلة الحروب الأهلية الإنجليزية. الحرب كانت مكائد سياسية التحم فيها البرلمانيون و‌الملكيون الإنجليز ابتداءً من 1642 وحتى 1646. الحروب في إنجلترا كانت جزءًا من حروب الممالك الثلاث، والتي بدأت بالتزامن مع مثيلتها في اسكتلندا و‌أيرلندا.

## نظرة عامة
يستخدم مصطلح الحرب الأهلية الإنجليزية (1642-1651) للإشارة بشكلٍ مشترك إلى الحروب الأهلية في إنجلترا والحرب الأهلية الأسكتلندية. بدأت هذه المعارك بإعلان الملك تشارلز الأول الحرب في نوتنغهام في 22 أغسطس 1642، وانتهت في 3 سبتمبر 1651 في معركة وورسيستر. يمكن تقسيم الحرب الأهلية الإنجليزية إلى ثلاث فترات من الناحية الزمنية: الحرب الأهلية الإنجليزية الأولى (1642-1646)، الحرب الأهلية الإنجليزية الثانية (1648-1649)، الحرب الأهلية الإنجليزية الثالثة (1649-1651). أما أغلب المؤرخين فيلخصون الحرب الأهلية الإنجليزية بالمعارك التي قامت بين فرسان الملك تشارلز الأول ملك إنجلترا مقابل قوات البرلمان، ومع ذلك وكما هو الحال في العديد من الحروب الأهلية فقد تحولت الولاءات لأسباب مختلفة خلال فترة الحرب الطويلة.
في هذه الفترة استمرت حروب الكونفدرالية الأيرلندية وهي حرب أهلية أخرى، بدءاً من التمرد الأيرلندي عام 1641 وانتهاءً بغزو قوات كرومويل البرلمانية لأيرلندا، وكانت حوادثها مرتبطة بشكل مباشر أو غير مباشر بأحداث الحرب الأهلية الإنجليزية، إذ كانت جميع هذه الحروب متشابكة مع بعضها وتشكل سلسلة مترابطة من النزاعات والحروب الأهلية بين أعوام 1639 و1652 في ممالك إنجلترا وأسكتلندا وأيرلندا، التي كان لها جميعاً نفس الملك ولكنها تختلف فيما بينها في تنظيمها السياسي. تُعرف هذه الصراعات المرتبطة أيضاً باسم حروب الممالك الثلاث من قبل بعض المؤرخين الجدد، وذلك بهدف الحصول على نظرة عامة شاملة بدلاً من التعامل مع نزاعات الدول الأخرى كخلفية للحرب الأهلية الإنجليزية.

## الدوافع
كان جنود المشاة في الجيش الملكي ينظرون للقوات المعادية كمتمردين وخارجين على القانون، إذ تألَّف فرسان سلاح الفرسان الملكي بشكلٍ رئيسي من أبناء الطبقات الاجتماعية العليا، في حين كانت أغلب قوات المتمردين من أبناء الطبقة المتوسطة، أما الميليشيات وقوات المرتزقة فكانت تبحث عن الثروة وشاركت في الحرب مع كلا الجانبين.
اعتبرت قوات البرلمان الحرب في البداية قضية دستورية، ولكن مع اشتداد المعارك أصبحت الحرب أكثر راديكالية وتركيزاً على المشاعر الدينية، وهكذا فإنَّ الدوافع التي كانت موجودة لدى البرلمان والأمة في بداية الحرب كانت مشوشة وغير واضحة، ولكنها أصبحت قوية وصريحة في نهاية المطاف. لا يمكن للأفكار الديمقراطية ومبادئ الجمهورية المعتدلة والرغبة في ضمانات دستورية أن تحرز أي تقدم في وجه الملكية، لكن الأفكار الراديكالية المتشددة تستطيع فعل ذلك، وهكذا بدأت الحرب في بدايتها سياسية ولكنها سرعان ما أصبحت دينيَّة.
كانت قوة البرلمانيين المادية والبشرية أكبر، فقد سيطروا على البحرية والتي كانت تشكل نواة الجيش الذي جرى تشكيله استعداداً للهجوم على أيرلندا، واستحوذوا على جميع الموارد المالية للبلاد تقريباً. تعاطفت أغلب المدن الكبيرة مع قوات البرلمان وأمدتها بالمقاتلين. بشكلٍ عام كانت قوات البرلمان أكثر عدداً وأفضل عتاداً ومستعدة للحرب بشكلٍ أكبر من القوات الملكية.

## 1642

### حملة عام 1642
بحلول الوقت الذي أعلن فيه الملك الحرب في نوتنغهام في 22 أغسطس 1642، كانت المعارك قد بدأت بالفعل على نطاق محدود في العديد من المناطق، وسعى كل جانب للسيطرة على القلاع المحصنة والأراضي والأسلحة والمال، ومع ذلك فقد استمرت مفاوضات السلام جنباً إلى جنب مع هذه الاشتباكات البسيطة، حتى أصدر البرلمان في نهاية المطاف إنذاراً نهائياً اعتبر بمثابة إعلان للحرب. سرعان ما قام الملك تشارلز الأول بزيادة تعداد جيشه من أقل من 1500 جندي لكي يقارب تعداد جيش البرلمان الذي يبلغ 20 ألف جندي على الرغم من افتقاره إلى الأسلحة والمعدات.
انضم ماركيز هيرتفورد في جنوب ويلز، وهوبتون في كورنوال، وإيرل ديربي في لانكشاير، والأحزاب الصغيرة في كل مقاطعات الغرب إلى جيش الملك، بينما سافرت الملكة إلى هولندا لاستيراد الأسلحة والمعدات الحربية وطلب الدعم. أما ميناء هال الاستراتيجي فكان فيه العديد من أنصار الملك، لكن السير جون هوتهام الحاكم العسكري هناك والحامية الموجودة في المدينة دعموا قوات البرلمان. حاولت قوات الملك الاستيلاء على الذخائر المخزنة في المدينة خلال فصل الصيف لكنَّ الحامية العسكرية تصدت للمحاولة بقوة.

### معركة إيدج هيل
اتخذت القوات الملكية تشكيلاً قتالياً في صباح يوم 23 أكتوبر 1642 على جبهة إيدج هيل. قاد إسكيس تشارلز قوات البرلمان التي تشكلت من 14 ألف مقاتل. خاطر إسكيس بدفع جيشه إلى ما وراء خطوط قوات الملك، واندلعت إثر ذلك معركة دموية ولكنها لم تكن حاسمة. أدرك الجميع بعد هذه المعركة أن الحرب ستكون طويلة ولن تحسم بسرعة من خلال معركة واحدة، وهكذا كانت معركة إيدج هيل الأولى من سلسلة معارك دامية.
انسحبت قوات البرلمان في 24 أكتوبر فاسحةً المجال للملك تشارلز كي يحقق نصراً سهلاً ويحصد نتائجه. أعاد الملكيون احتلال بانبوري وأكسفورد إثر ذلك، وبحلول 28 أكتوبر دخل تشارلز وادي التايمز في لندن. وأعيد إحياء المفاوضات، وظهر حزب يدعم السلام في صفوف البرلمانيين، ومع ذلك فقد أقيمت التحصينات الدفاعية في كل أنحاء لندن لمواجهة تقدم قوات الملك. حث جون هامبدن كرومويل وإسيكس على مهاجمة جناحي جيش الملك عبر أكتون وكينغستون، ولكن الجنود المحترفين في جيش البرلمان دعوا كرومويل لعدم الوثوق برجال لندن الذين لا يتمتعون بأي خبرة عسكرية، ولكن قوات الملك تراجعت بعد تعرضها للقصف المدفعي في معركة قصيرة كانت الغلبة العددية فيها لقوات البرلمان، ولم يحاول الملك بعدها احتلال لندن مرة أخرى. 

## شتاء 1642 - 1643
عزز تشالرز مواقعه في أكسفورد في شتاء 1642-1643، إذ كانت المدينة فائقة التحصين باعتبارها معقلاً للمنطقة بأكملها، وشكلت ريدينغ وإلينغفورد وأبينغدون وبريل وبانبوري ومارلبورو حلقة دفاعية كاملة حول المدينة.
نفذت القوات الملكية حملات شتوية في الشمال والغرب، فانطلقت حملة بقيادة القائد نيوكاسل في بداية ديسمبر 1642 وهزمت قوات البرلمان التي كان يقودها السير جون هوتهام في نورث ريدنج، وانضم بعد ذلك إلى القوات الملكية التي كانت تتعرض لضغوط شديدة في يورك، وهاجم اللورد فيرفاكس الذي كان يتولى قيادة القوات البرلمانية في مقاطعة يورك وأجبره على التراجع إلى المنطقة الواقعة بين هال وسيلبي. أتيحت لنيوكاسل الفرصة بعدها لتحويل انتباهه نحو مدن ويست ريدنج وليدز وهاليفاكس وبرادفورد، لكن السير توماس فيرفاكس قاد مجموعة مختارة من سلاح الفرسان في جيش البرلمان اخترق بها خطوط نيوكاسل وأجبره على التراجع، وبحلول نهاية يناير 1643 تخلى نيوكاسل عن محاولاته للاستيلاء على مدن جديدة في تلك المنطقة. بدلاً من ذلك واصل نيوكاسل مسيرته جنوباً وسيطر على أراضٍ جديدة باسم الملك ممهداً بذلك الطريق لتقدم الجيش الملكي القادم من الشمال الذي كان يعتمد بشكلٍ أساسي على الدعم الذي أحضرته الملكة من أوروبا.
كان البرلمان في أسوأ أحواله في يناير، خصوصاً بعد النجاحات التي حققتها القوات الملكية في شهري نوفمبر وديسمبر، بالإضافة للخوف الدائم من التدخل الأجنبي، وعبء فرض ضرائب جديدة على الشعب والتي شعر البرلمان أنه مضطر لفرضها. اندلعت الاضطرابات في لندن، وبدأ بعض المتمردين في التفكير في طلب مساعدة عسكرية من إسكتلندا، لكنَّ أغلبية الجماهير دعت لإحلال السلام ووضع حدٍّ للحرب الأهلية.

### استشهادات
1. ↑  "معلومات عن الحرب الأهلية الإنجليزية الأولى على موقع babelnet.org". babelnet.org. مؤرشف من الأصل في 2019-12-11.
2. ↑  Zuvich 2015، صفحات ~88–89.
3. ↑  Ohlmeyer 2017.
4. ↑  Royal 2006.
5. ↑  Atkinson 1911، صفحات 403–421.
6. 1 2  Atkinson 1911، 1. First Civil War (1642–46).
7. ↑  Atkinson 1911، 3. Campaign of 1642.
8. ↑  Atkinson 1911، 2. The Royalist and Parliamentarian Armies.
9. ↑  Atkinson 1911، 4. Battle of Edgehill.
10. ↑  Atkinson 1911، 5. The Winter of 1642–43.